# GSC 02620-00648
GSC 02620-00648 هو نجم مزدوج في كوكبة الجاثي يقع على مسافة تقدر بحوالي 1400 سنة ضوئية  أسطع نجم في هذا النظام من القدر الظاهري (12). تعادل كتلة النجم 1.18 كتلة شمسية  كما أنة أكثر سخونة من الشمس، وتنبعث منة ثلاثة إلى أربعة أضعاف الطاقة التي تبعث من الشمس خلال ثانية.

## نظام كوكبي
في عام 2006 اكتشف برنامج مسح الكواكب الخارجية (Trans-Atlantic Exoplanet Survey) كوكب خارج المجموعة الشمسية باستخدام طريقة العبور  يدور حول هذا النجم الثنائي أطلق علية TrES-4b.
| رفيق (بترتيب النجوم) | كتلة             | نصف محور (AU)     | الفترة المدارية (يوم) | انحراف | ميلان | نق |
| -------------------- | ---------------- | ----------------- | --------------------- | ------ | ----- | -- |
| TrES-4b              | 0.919 ± 0.073 مJ | 0.05091 ± 0.00071 | 3.553945 ± 7.5e-05    | 0      | —     | —  |